# Adelaide Ristori

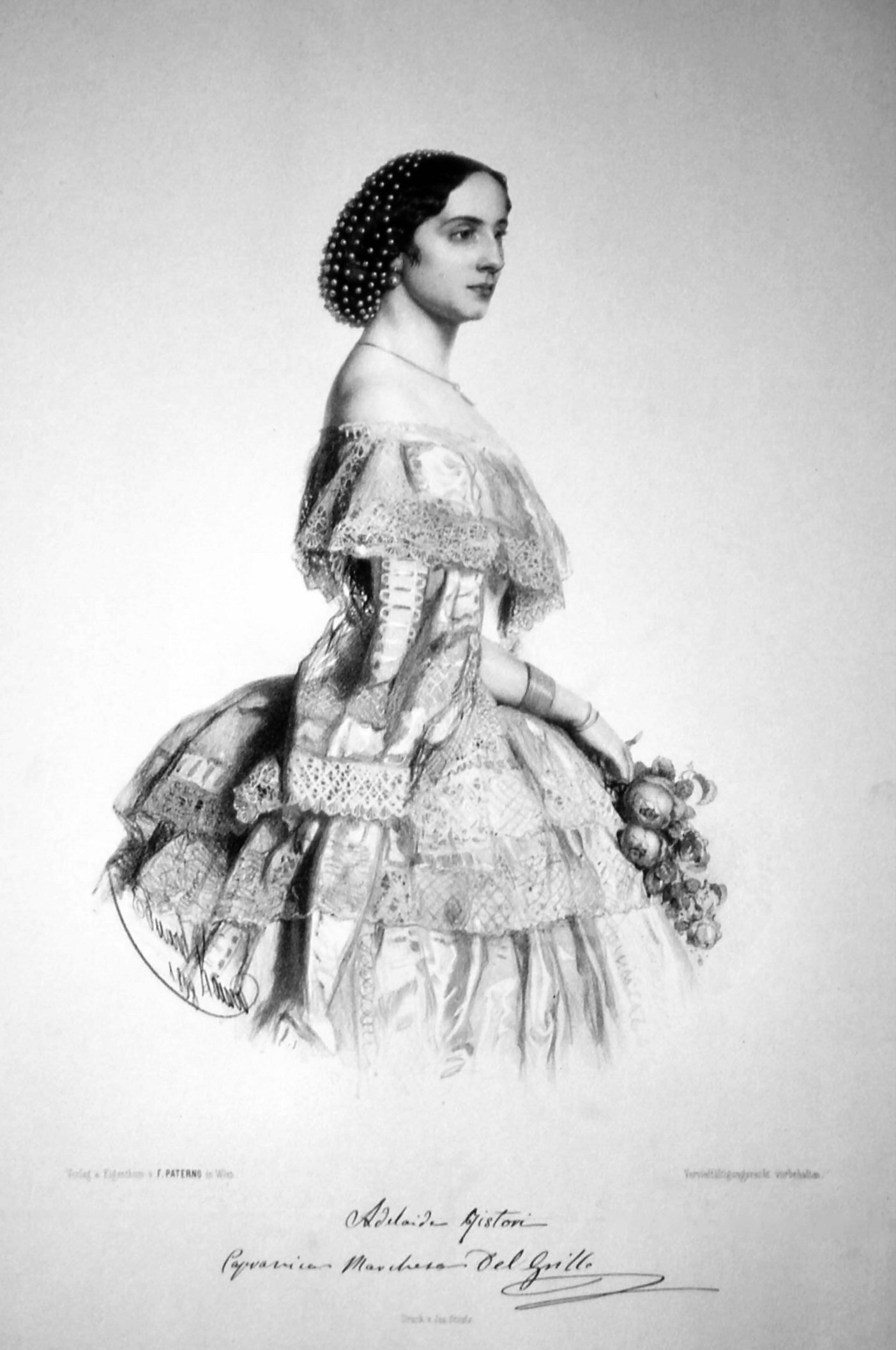
Adelaide Ristori, Lithographie von Eduard Kaiser, 1858

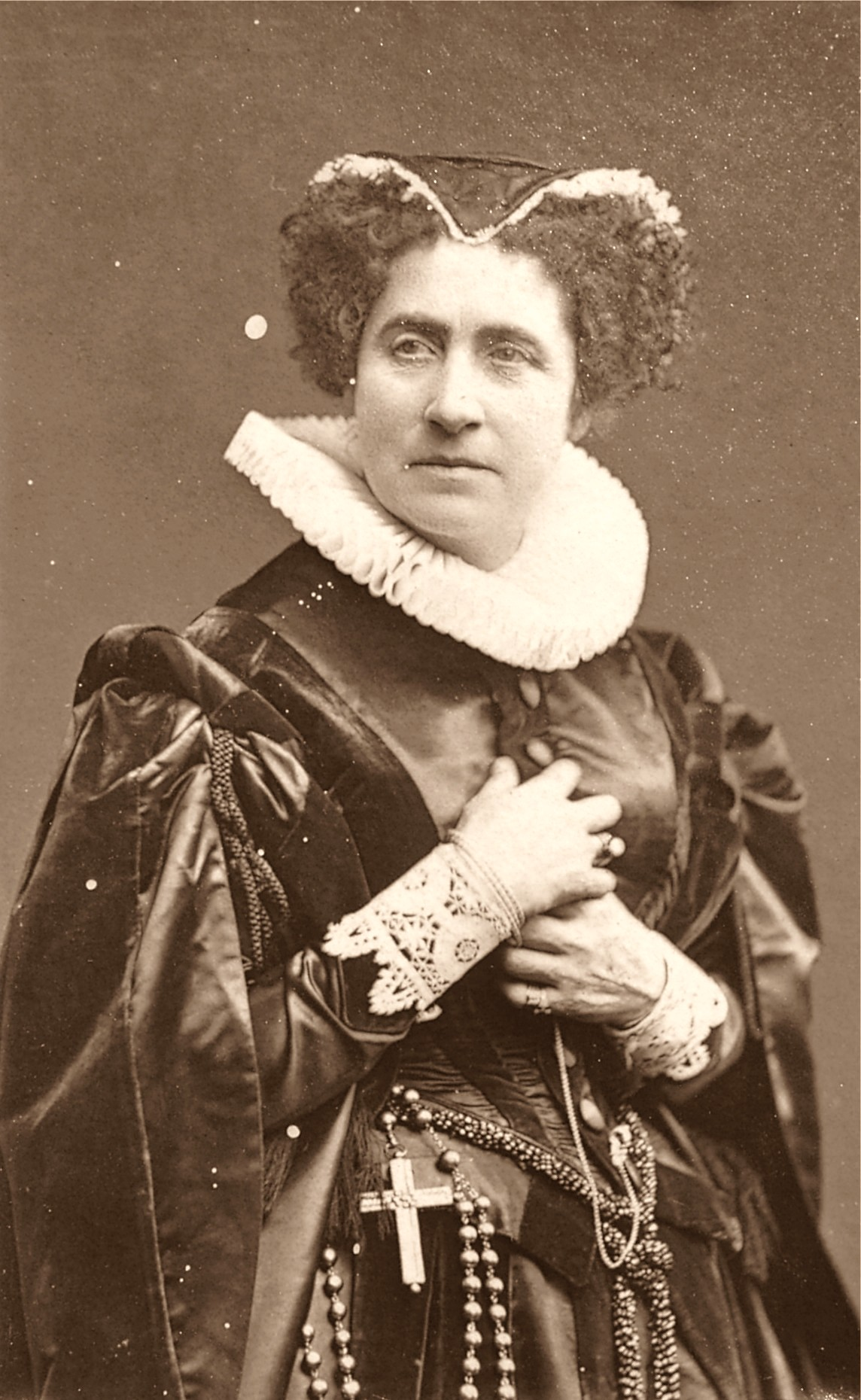
Adelaide Ristori

Adelaide Ristori (* 29. Januar 1822 in Cividale del Friuli, Friaul; † 9. Oktober 1906 in Rom) war eine italienische Schauspielerin.

## Leben
Adelaide Ristori war die Tochter eines Schauspielerpaares und trat bereits als dreijähriges Kind mit ihren Eltern auf. Ihren ersten größeren Erfolg erzielte sie in der Hauptrolle von Francesca da Rimini (Silvio Pellico), als sie 14 Jahre alt war. Sie fand Aufnahme in der Compagnia Reale Sarda, deren Prima attrice sie wurde. Um 1840 schloss sich Ristori in Parma dem herzoglichen Ensemble an und hatte dort auch als Maria Stuart (Friedrich Schiller) ihren künstlerischen Durchbruch. Ihre Gestalten zeichneten sich durch tiefe Innerlichkeit und packende Glut der Leidenschaft aus.
1847 heiratete Ristori den Marchese Giuliano Capranica del Grillo. Mit ihm hatte sie einen Sohn: Marquese Giorgio Capranica del Grillo. Bis 1850 pausierte sie und widmete sich in diesen Jahren nur ihrer Familie. Ab Herbst 1850 ging Ristori wieder auf Tournee und machte damit ihrer berühmten Kollegin Rachel Konkurrenz.
In Paris hatte Ristori in der Rolle der Myrrha (Vittorio Alfieri) außerordentlichen Erfolg und diesen Erfolg konnte sie in den Theatern von Berlin, London, Dresden und Wien fortsetzen. 1857 trat sie mit ähnlichem Erfolg in Spanien, 1860 in Holland, und 1861 in Russland auf. Einen ihrer größten Erfolge erzielte sie in der Hauptrolle von Medea (Ernest Legouvé). Dieses Werk war ebenso wie Legouvés Beatrix von Giuseppe Montanelli nicht nur übersetzt, sondern ihr geradezu auf den Leib geschrieben worden.
1864 feierte sie Triumphe in Konstantinopel, 1867 in den Vereinigten Staaten, worauf sie Mittel- und Südamerika, Anfang der 70er Jahre Australien und England, sowie 1879–1880 Deutschland und Schweden besuchte. 1885 zog sie sich von der aktiven Bühnenlaufbahn zurück.

## Werke
- Ricordi e studi artistici, Roux, Turin 1887